# مكايلا ماروني
مكايلا ماروني:(بالإنجليزية: McKayla Maroney) لاعبة جمباز أمريكية وحاصلة على ميدالتين ذهبيتين ببطولة العالم في طوكيو وميداليتين ذهبيتين في دورة الألعاب الأمريكية لقارة أمريكا الشمالية وأمريكا الجنوبية. بالإضافة إلى ذهبية في بطولة فيزا وفضية في نفس البطولة.

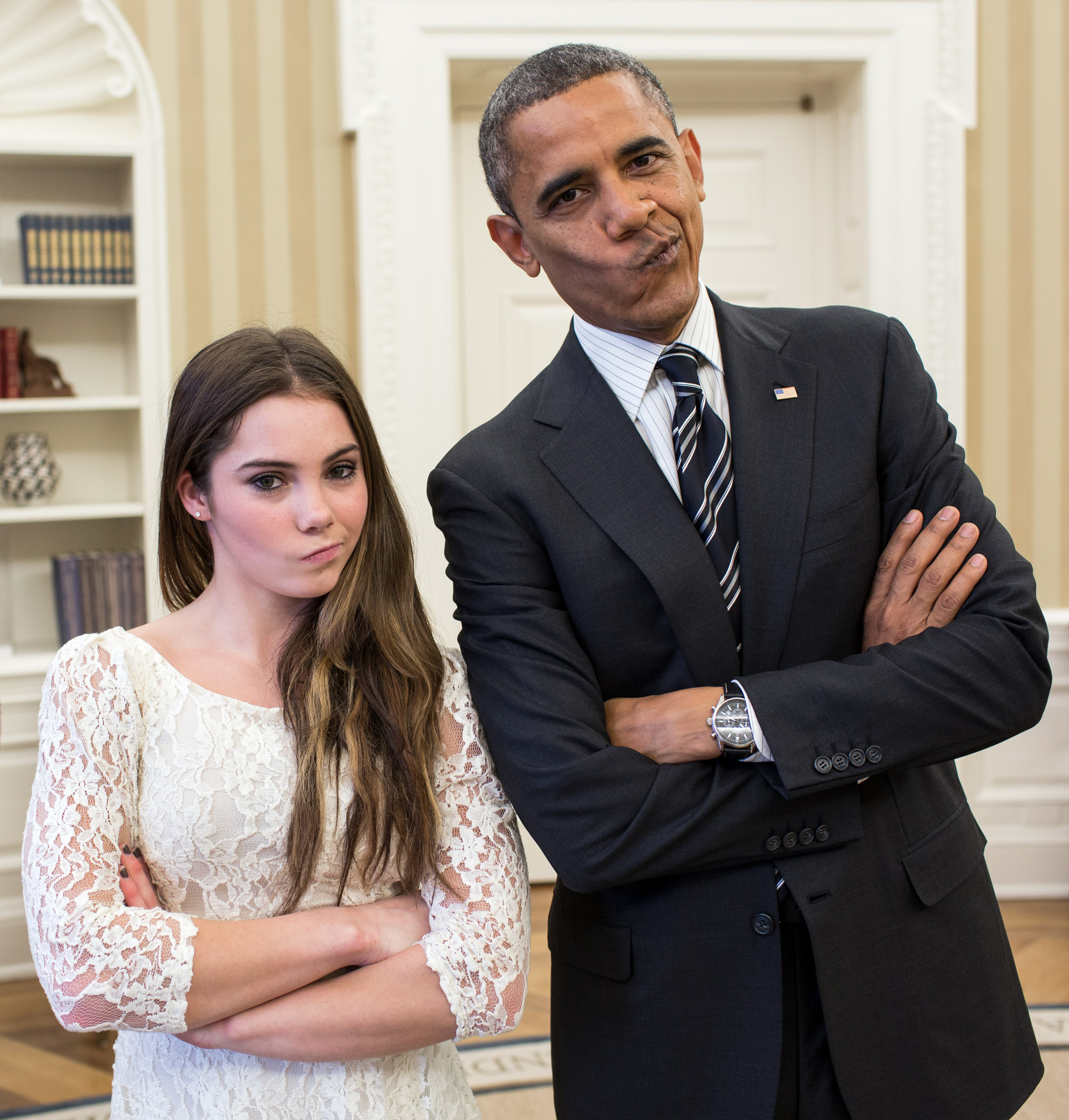
باراك أوباما يُقلد تعبيرات وجه مكايلا ماروني الساخطة عندما قابلت فريق الجمباز الأمريكي في الألعاب الأوليمبية

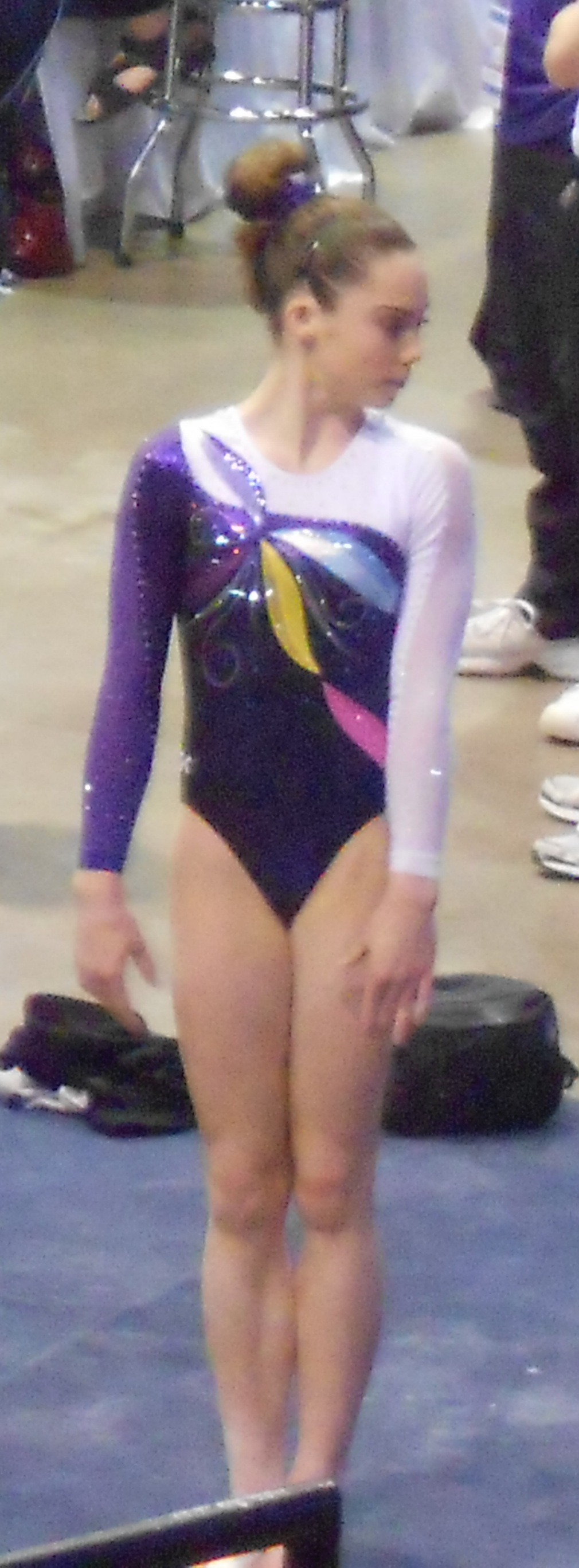

## روابط خارجية
- مكايلا ماروني على موقع IMDb (الإنجليزية)
- مكايلا ماروني على موقع الموسوعة البريطانية (الإنجليزية)
- مكايلا ماروني على موقع قاعدة بيانات الفيلم (الإنجليزية)
- مكايلا ماروني على موقع الاتحاد الدولي للجمباز (licence) (الإنجليزية)
- مكايلا ماروني على موقع الاتحاد الدولي للجمباز (biography) (الإنجليزية)
- مكايلا ماروني على موقع الاتحاد الأمريكي للجمباز (الإنجليزية)
- مكايلا ماروني على موقع اللجنة الأولمبية الدولية (الإنجليزية)
- مكايلا ماروني على موقع أوليمبيديا (الإنجليزية)
- مكايلا ماروني على موقع اللجنة الأولمبية والبارالمبية الأمريكية (الإنجليزية)